# FCSB
FCSB (Tiếng România: Fotbal Club FCSB; phát âm tiếng Romania: [ˈste̯awa bukuˈreʃtʲ]) là một đội bóng đá chuyên nghiệp có trụ sở ở Ghencea, tây bắc Bucharest. Họ là đội bóng thành công nhất România ở cúp châu Âu cũng như giải vô địch quốc gia (23 chức vô địch). Họ trở thành đội bóng đầu tiên thuộc đông Âu vô địch cúp C1 vào năm 1986.
Đội bóng còn được biết đến với cái tên Câu lạc bộ thể thao quân đội România. Tuy nhiên, đội bóng đã được tách khỏi Lực lượng vũ trang România vào năm 1998. Vào thời điểm hiện tại, họ chỉ còn một mối liên hệ với quân đội đó là sân nhà của họ, sân Ghencea, thuộc Bộ quốc phòng.

## Thành tích

### Quốc gia
Giải vô địch quốc gia:
- Vô địch (23) (kỉ lục): 1951, 1952, 1953, 1956, 1959–60, 1960–61, 1967–68, 1975–76, 1977–78, 1984–85, 1985–86, 1986–87, 1987–88, 1988–89, 1992–93, 1993–94, 1994–95, 1995–96, 1996–97, 1997–98, 2000–01, 2004–05, 2005–06
- Về nhì (13): 1954, 1957–58, 1962–63, 1976–77, 1979–80, 1983–84, 1989–90, 1990–91, 1991–92, 2002–03, 2003–04, 2006–07, 2007–08

Cúp quốc gia Romania:
- Vô địch (20) (kỉ lục): 1948–49, 1950, 1951, 1952, 1955, 1961–62, 1965–66, 1966–67, 1968–69, 1969–70, 1970–71, 1975–76, 1978–79, 1984–85, 1986–87, 1987–88,[2] 1988–89, 1991–92, 1995–96, 1996–97, 1998–99
- Về nhì (7): 1953–54, 1963–64, 1976–77, 1979–80, 1983–84, 1985–86, 1989–90

Siêu cúp Romania:
- Vô địch (5) (kỉ lục): 1993–94, 1994–95, 1997–98, 2000–01, 2005–06
- Về nhì (2): 1998–99, 2004–05

### châu Âu
- UEFA Champions League/Cúp C1

- Vô địch (1): 1985-86
- Về nhì (1): 1988-89
- Bán kết (1): 1987-88

- Siêu cúp châu Âu

- Vô địch (1): 1986

UEFA Cup:
- Bán kết (1): 2005-06

Cúp C2:
- Tứ kết (2): 1971-72, 1992-93

### Quốc tế
Intercontinental Cup:
- Về nhì (1): 1986

## Các huấn luyện viên trong lịch sử
| Tên                  | Nhiệm kì                                                                                        | Danh hiệu | Danh hiệu | Danh hiệu | Danh hiệu | Danh hiệu | Danh hiệu | Danh hiệu | Tổng cộng |
| Tên                  | Nhiệm kì                                                                                        | Nội địa   | Nội địa   | Nội địa   | Quốc tế   | Quốc tế   | Quốc tế   | Quốc tế   | Tổng cộng |
| Tên                  | Nhiệm kì                                                                                        | LI        | CR        | SR        | UCL       | UCWC      | UEL       | USC       | Tổng cộng |
| -------------------- | ----------------------------------------------------------------------------------------------- | --------- | --------- | --------- | --------- | --------- | --------- | --------- | --------- |
| Coloman Braun-Bogdan | 02.1948–05.1948                                                                                 | 0         | 0         | 0         | 0         | 0         | 0         | 0         | 0         |
| Colea Vâlcov         | 08.1948–07.1949                                                                                 | 0         | 1         | 0         | 0         | 0         | 0         | 0         | 1         |
| Francisc Rónnay      | 03.1950–11.1950 09.1953–11.1953 03.1954–06.1954                                                 | 0         | 1         | 0         | 0         | 0         | 0         | 0         | 1         |
| Gheorghe Popescu     | 03.1951–08.1953 08.1958–07.1960 03.1962–07.1962                                                 | 4         | 3         | 0         | 0         | 0         | 0         | 0         | 7         |
| Ilie Savu            | 09.1954–11.1955 1958 08.1964–06.1967                                                            | 1         | 4         | 0         | 0         | 0         | 0         | 0         | 5         |
| Ştefan Dobay         | 03.1956–11.1956                                                                                 | 1         | 0         | 0         | 0         | 0         | 0         | 0         | 1         |
| Angelo Niculescu     | 03.1958–06.1958                                                                                 | 0         | 0         | 0         | 0         | 0         | 0         | 0         | 0         |
| Ştefan Onisie        | 09.1960–06.1961 08.1962–11.1963 08.1970–06.1971                                                 | 1         | 0         | 0         | 0         | 0         | 0         | 0         | 1         |
| Eugen Mladin         | 08.1961–11.1961                                                                                 | 0         | 0         | 0         | 0         | 0         | 0         | 0         | 0         |
| Gheorghe Ola         | 03.1963–07.1964                                                                                 | 0         | 0         | 0         | 0         | 0         | 0         | 0         | 0         |
| Ştefan Kovacs        | 08.1967–07.1970                                                                                 | 1         | 3         | 0         | 0         | 0         | 0         | 0         | 4         |
| Valentin Stănescu    | 08.1971–12.1972                                                                                 | 0         | 0         | 0         | 0         | 0         | 0         | 0         | 0         |
| Gheorghe Constantin  | 03.1973–12.1973 08.1978–06.1981                                                                 | 0         | 1         | 0         | 0         | 0         | 0         | 0         | 1         |
| Constantin Teaşcă    | 03.1974–06.1975                                                                                 | 0         | 0         | 0         | 0         | 0         | 0         | 0         | 0         |
| Emerich Jenei        | 08.1975–06.1978 08.1983–05.1984 10.1984–10.1986 04.1991–12.1991 08.1993–04.1994 10.1998–04.2000 | 4         | 2         | 0         | 1         | 0         | 0         | 0         | 7         |
| Traian Ionescu       | 08.1981–12.1981                                                                                 | 0         | 0         | 0         | 0         | 0         | 0         | 0         | 0         |
| Constantin Cernăianu | 11.1981–07.1983                                                                                 | 0         | 0         | 0         | 0         | 0         | 0         | 0         | 0         |
| Florin Halagian      | 09.1984–10.1984                                                                                 | 0         | 0         | 0         | 0         | 0         | 0         | 0         | 0         |
| Anghel Iordănescu    | 10.1986–06.1990 08.1992–06.1993                                                                 | 4         | 2         | 0         | 0         | 0         | 0         | 1         | 7         |
| Costică Ştefănescu   | 08.1990–12.1990                                                                                 | 0         | 0         | 0         | 0         | 0         | 0         | 0         | 0         |
| Bujor Hălmageanu     | 03.1991–04.1991                                                                                 | 0         | 0         | 0         | 0         | 0         | 0         | 0         | 0         |
| Victor Piţurcă       | 03.1992–06.1992 08.2000–06.2002 10.2002–06.2004                                                 | 1         | 1         | 1         | 0         | 0         | 0         | 0         | 3         |
| Dumitru Dumitriu     | 08.1994–06.1997 05.2005–06.2005                                                                 | 4         | 2         | 2         | 0         | 0         | 0         | 0         | 8         |
| Mihai Stoichiţă      | 08.1997–10.1998                                                                                 | 1         | 0         | 1         | 0         | 0         | 0         | 0         | 2         |
| Cosmin Olăroiu       | 08.2002–10.2002 03.2006–05.2007                                                                 | 1         | 0         | 1         | 0         | 0         | 0         | 0         | 2         |
| Walter Zenga         | 08.2004–05.2005                                                                                 | 0         | 0         | 0         | 0         | 0         | 0         | 0         | 0         |
| Oleg Protasov        | 08.2005–12.2005                                                                                 | 0         | 0         | 0         | 0         | 0         | 0         | 0         | 0         |
| Gheorghe Hagi        | 07.2007–09.2007                                                                                 | 0         | 0         | 0         | 0         | 0         | 0         | 0         | 0         |
| Massimo Pedrazzini   | 09.2007–10.2007                                                                                 | 0         | 0         | 0         | 0         | 0         | 0         | 0         | 0         |
| Marius Lăcătuş       | 10.2007–10.2008 01.2009–05.2009                                                                 | 0         | 0         | 0         | 0         | 0         | 0         | 0         | 0         |
| Dorinel Munteanu     | 10.2008–12.2008                                                                                 | 0         | 0         | 0         | 0         | 0         | 0         | 0         | 0         |
| Cristiano Bergodi    | 06.2009–                                                                                        | 0         | 0         | 0         | 0         | 0         | 0         | 0         | 0         |
| Tổng cộng            | 1947–2009                                                                                       | 23        | 20        | 5         | 1         | 0         | 0         | 1         | 50        |

### Các chủ tịch trong lịch sử
| Tên                  | Nhiệm kì  |
| -------------------- | --------- |
| Oreste Alecsandrescu | 1947–1948 |
| Nicolae Petre Draga  | 1948      |
| Vasile Mesaroş       | 1948–1949 |
| Policarp Dovaăcescu  | 1949      |
| Alexandru Florescu   | 1949–1951 |
| Edgar Gâţă           | 1952–1953 |
| Alexandru Florescu   | 1953–1954 |
| Ilie Savu            | 1954      |
| Ştefan Alexiu        | 1954–1958 |
| Ioan Teodorescu      | 1958–1961 |
| Aurelian Budeanu     | 1961–1964 |
| Maximilian Pandele   | 1964–1975 |
| Gheorghe Drăgănescu  | 1975–1980 |
| Aurel Ion            | 1980–1983 |
| Cornel Oţelea        | 1983–1984 |
| Ioan Popescu         | 1984–1985 |
| Nicolae Gavrilă      | 1985–1989 |
| Constantin Tănase    | 1989–1990 |
| Nicolae Gavrilă      | 1990–1991 |
| Cornel Oţelea        | 1991–1997 |
| Cristian Gaţu        | 1997–1998 |
| Gheorghe Cernat      | 1998–2000 |
| Viorel Păunescu      | 1998–2003 |
| Mihai Stoica         | 2002–2007 |
| George Becali        | 2003–2007 |
| Marius Lăcătuş       | 2005–2007 |
| Valeriu Argăseală    | 2007–     |